# Antropología ambiental
La antropología ambiental emerge como un campo que aborda la intersección entre la cultura humana y el entorno natural. Estos estudios desafiaron las perspectivas antropocéntricas arraigadas en la disciplina antropológica y aborda la intersección entre la cultura humana y el entorno natural. Las líneas de investigación de este campo exploran cómo los representantes de donantes, estados y organizaciones no gubernamentales (ONG) crean y afirman narrativas morales, cómo las narrativas morales impulsadas por donantes y organizaciones influyen en la gobernanza de la conservación, así como la conexión entre estas narrativas y las prácticas de implementación (Kopnina, 2012).
La antropología ambiental busca superar la dicotomía conservación/cultura, reconociendo que la destrucción ambiental y su reparación ocurren en todos los niveles. Al destacar la importancia de considerar los intereses de otras especies. Este enfoque busca no solo preservar la diversidad cultural, sino también garantizar la supervivencia de las especies no humanas en el ecosistema global. En última instancia, la antropología ambiental representa un llamado ético y práctico para una comprensión más holística y equitativa de las complejas interacciones entre seres humanos y su entorno (Kopnina, 2012). 
Peter Brosius (1999) hace un análisis en el que examina el discurso en la antropología ambiental, revisando su evolución desde los años 60 y 70 hasta la actualidad. Se señala que el discurso es una construcción de la realidad que refleja agencia, silencios e intervención. El retraso de la antropología en abordar el tema medioambiental se atribuye a diversos factores, como el interés en expandir la academia, movimientos sociales y tendencias teóricas críticasl. Se proponen elementos para el compromiso futuro, incluyendo la exploración de topologías y la comprensión de la temporalidad y dinámica en la construcción de discursos. La relación entre peligro y riesgo ambientalista, la influencia de conexiones nacionales y la circulación de imágenes se destacan como áreas clave. En las conclusiones, se subraya la dualidad de las discusiones teóricas: producir comprensión teórica de fenómenos y generar significados en el espacio global político que legitiman ciertas formas de enfrentarse a la dominación. El ambientalismo se presenta como una evolución de discursos que tiene un impacto político y contribuye a la producción de significados en el ámbito global.

## Ecología política
Arturo Escobar (1999) cuestiona las concepciones tradicionales de la naturaleza y aborda la ecología política desde una perspectiva crítica. Destaca el cambio hacia una percepción "after nature", donde la naturaleza se entiende como híbrida y multiforme. Su enfoque antiesencialista propone una teoría de la naturaleza que considera tanto la cultura como la biología.
El concepto de "political ecology" de Escobar aborda la naturaleza como un problema de identidad, analizando el discurso y las dimensiones materiales, sociales y culturales de las relaciones humanas con el entorno. Critica la noción de lo "natural" promovida por los ecologistas, argumentando que gran parte de ello es cultural (Escobar, 1999).
Escobar introduce la idea de "regímenes de naturaleza", resultados de articulaciones discursivas que coexisten en lugar de seguir una secuencia lineal. En el contexto de la selva tropical, identifica actores como comunidades indígenas, capitalistas y prospectores de biodiversidad (Escobar, 1999).
Explora diferentes conceptos de naturaleza, como la orgánica e histórica, y analiza la naturaleza capitalista, surgida en el Renacimiento, que ve el mundo como un recurso. También examina la naturaleza tecnociencia, donde el mundo natural se percibe como producto del social, permitiendo combinar lo orgánico y lo artificial (Escobar, 1999). 

## El ambientalismo y sus sujetos
Milton (1993) propone que los procesos de la antropología y el ambientalismo se entrelazan de manera complementaria. La antropología como disciplina contribuye al ambientalismo de distintas formas; como ecología humana al estudiar problemas ambientales desde una perspectiva cultural; al explorar e determinismo ecológico y cultural para comprender cómo las culturas se adaptan a su entorno: y al abordar el ambientalismo como objeto de análisis desde el relativismo cultural para examinar juicios morales en la defensa ambiental. En esta relación destaca la importancia de comprender barreras culturales en la implementación de políticas ambientales y abogar por enfoques sensibles y culturalmente informados en la búsqueda de un futuro viables.
Cronon (1995), propone que la antropología permite entender construcciones culturales que navegan la dualidad entre lo humano y lo natural. Por ejemplo, la idea de Wilderness, la cuál viene de un ideal romántico y paradójico en el que la naturaleza se presenta como el último refugio incontaminado, donde la civilización no ha dejado su huella. A lo largo del siglo XIX, la noción de Wildernesss evolucionó de tener un significado de desolación, hasta entenderse como un espacio que simboliza la redención religiosa y la renovación nacional. Esta idealización contribuye a justificar el impacto negativo de los asentamientos humanos. Esta dualidad impide encontrar un equilibrio sostenible entre el uso responsable y la preservación de la naturaleza. La idea de Wilderness surge como un constructo cultural que desafía la dicotomía entre lo natural y lo humano, planteando preguntas cruciales sobre nuestra relación con el entorno. 

## Religión y ambiente
En la obra de Snodgrass y Tiedje (2008), se explora la relación entre religión y ambiente, enfocándose en la evolución del animismo hacia el nuevo animismo contemporáneo, caracterizado por la búsqueda de encuentros significativos con entidades no humanas. En el debate sobre religiones indígenas y su impacto en el equilibrio ambiental, hay perspectivas divergentes: algunas ven a estas religiones como facilitadoras de un equilibrio dinámico, mientras que otras argumentan que no siempre se traducen en prácticas conservacionistas.
Se plantea la dicotomía entre armonía y destrucción, explorando las ecologías espirituales y conceptualizando el ambiente como una "comunidad de seres". Las religiones son consideradas agentes que reinterpretan creencias para cumplir expectativas burocráticas, buscando no solo la salvaguarda espiritual, sino también la adquisición de derechos sobre tierras estatales.
Es esencial reconocer la diversidad en las prácticas de conservación, diferenciando entre la conservación moderna y global, a menudo desvinculada de modelos indígenas, y la conservación tradicional centrada en derechos y manejo comunitario. La interacción de las comunidades con la economía global introduce complejidades que afectan la percepción de estas como conservacionistas. La religión se presenta como una de las causas, no la única, destacando su función como herramienta para expresar inquietudes y, en algunos casos, justificar la explotación de recursos.

## Hablar por la naturaleza
Según Yearley (1993), las organizaciones medioambientales se enfrentan a la tarea crucial de interpretar las señales de la naturaleza, respaldadas por la competencia especial de los grupos ecologistas en la lectura de dichas señales y la aplicación del conocimiento científico. La participación de científicos en la degradación ambiental genera tensiones en el activismo verde, ya que la legitimación de estas organizaciones depende de la experiencia científica, aunque las bases morales evolucionan con limitaciones.
La inclusión de personal científico en las organizaciones de fideicomisos ambientales ha fortalecido su posición, proporcionándoles legitimidad y reconocimiento en el movimiento ambientalista. Sin embargo, esto ha generado controversias en términos de estrategias de financiamiento y prioridades de campaña, ya que las demandas de habilidades empresariales generan tensiones entre el enfoque científico y las necesidades organizativas.
A pesar de contar con personal científico, las organizaciones enfrentan limitaciones en el acceso a información completa debido a restricciones presupuestarias, lo que las obliga a adaptarse a la información disponible condicionada por otras entidades. En las sociedades modernas, la ciencia desempeña un papel clave en las decisiones de conservación, presentando desafíos administrativos para las organizaciones ambientales, y la influencia de actores externos, como los medios y la ley, afecta la relevancia pública de la ciencia en temas ambientales. Los científicos sociales estudian cómo los grupos gestionan la ciencia para legitimar acciones dentro del movimiento ambiental, subrayando su compleja interacción con actores externos y dentro de los propios grupos verdes. 

## Territorios naturales, culturales, económicos
En el contexto de la geografía colonial del capital, Manchado (2015) explica que el concepto de territorio emerge como una herramienta esencial, vinculado inseparablemente al poder imperial. La moderna geografía, trazada por el colonialismo, se estructura alrededor de la interdependencia entre territorio y sujeto político. Este concepto se entiende como un espacio políticamente construido por colectivos humanos, inseparable de la acumulación originaria del capitalismo y del colonialismo.
La cartografía moderna, surgida de la expansión capitalista-imperialista, institucionaliza el territorio como un patrón de poder mundial emergente, legitimando la dominación globalizada. En Occidente, desde 1492, el territorio se concibe como un espacio de dominio, con una economía moral de expropiación y una teoría racial de jerarquización (Manchado, 2015).
América Latina, en este contexto, se presenta como un espacio social y geográfico opuesto a la "civilidad". El extractivismo, dinámica del desarrollo, genera "desarrollo" en el centro y "subdesarrollo" en las periferias, conduciendo a la desterritorialización y alienación territorial a nivel local y nacional (Manchado, 2015).
La propiedad y soberanía sobre el territorio se vinculan a un discurso del "desarrollo" como dispositivo de expropiación de la historia y la naturaleza. El extractivismo, componente de la ecología política "occidentalocéntrica", impone una relación de conocimiento y explotación sobre la "naturaleza" y los territorios. La política del desarrollo, intrínseca al capital, promete crecimiento infinito y una vida de consumo, contribuyendo a la globalización del colonialismo en la contemporaneidad (Manchado, 2015). 